# Courcouronnes
Courcouronnes (prononcé /kuʁ.ku.ʁɔn/ ) est une ancienne commune française située à vingt-sept kilomètres au sud de Paris, dans le département de l’Essonne en région Île-de-France.
Auparavant village de moins de deux cents habitants jusqu’à la fin des années 1960, la commune voit sa démographie exploser à partir du début des années 1970, avec la réalisation du projet de ville nouvelle d’Évry.
Très rapidement urbanisée, mêlant quartiers pavillonnaires à l’ouest de l’autoroute A6 et grands ensembles à l’est, le tout séparé par une vaste zone d'activité accueillant aujourd’hui des entreprises prestigieuses tel qu'Accor ou Arianespace, Courcouronnes est une commune de banlieue de l’agglomération parisienne.
Ses habitants sont appelés les Courcouronnais.
Le 1er janvier 2019, elle fusionne avec Évry pour former la commune nouvelle d'Évry-Courcouronnes.

## Géographie

### Situation
Courcouronnes est située dans la région Île-de-France, au nord-est du département de l’Essonne qui est totalement intégré à l’agglomération parisienne, au nord-est de la région naturelle du Hurepoix.
La commune occupe un territoire de quatre cent trente-sept hectares dont près de 90 % sont urbanisés et plus de 60 % construits, compris dans un carré de trois kilomètres de côté. L’Institut national de l'information géographique et forestière attribue les coordonnées géographiques 48°37’06" nord et 02°24’29" au point central de ce territoire.
Situé sur un plateau, le territoire s’étage entre les altitudes de soixante-dix-sept mètres et quatre-vingt-seize mètres. Il est traversé à l’extrême nord par la ligne de Grigny à Corbeil-Essonnes sans qu’aucune gare ne soit située dans la commune, du nord au sud par les tracés de l’autoroute A6 et de la route nationale 104 ainsi que par les routes départementales RD 153 et 446.
La commune est située à vingt-sept kilomètres au sud-est de Paris-Notre-Dame, point zéro des routes de France, trois kilomètres à l’ouest d’Évry, cinq kilomètres au nord-ouest de Corbeil-Essonnes, dix kilomètres à l’est de Montlhéry, douze kilomètres au nord-est d’Arpajon, quinze kilomètres au nord de La Ferté-Alais, seize kilomètres au sud-est de Palaiseau, vingt-quatre kilomètres au nord-ouest de Milly-la-Forêt, vingt-huit kilomètres au nord-est d’Étampes et trente et un kilomètres au nord-est de Dourdan.

### Hydrographie
Aucun cours d'eau ne traverse le territoire communal. Cependant, plusieurs points d’eau ont été aménagés au cours de l’histoire.
À l’ouest, des rigoles ont été aménagées pour drainer le plateau agricole. Du sud au nord, la commune est traversée par l’aqueduc de la Vanne et du Loing, construit au XIXe siècle, il fournit l’eau potable aux Parisiens en se déversant dans le réservoir de Montsouris. Au sud-est a été aménagé dans les années 1970 le lac de Courcouronnes, chargé de recevoir les eaux pluviales de l’agglomération de la ville nouvelle d’Évry. Il est complété par deux canaux, l’un, à proximité directe[C'est-à-dire ?], portant le nom de Noël-Marteau et l’autre ayant donné son nom au quartier du Canal.

### Relief et géologie
La commune est implantée à l’est du plateau du Hurepoix, le territoire est relativement plat avec une altitude minimale fixée à soixante-dix-sept mètres au nord dans le quartier du Canal et une altitude maximale à quatre-vingt-seize mètres dans le centre-ville et centre du territoire, la borne la plus proche étant fixée à quatre-vingt-onze mètres, distante de mille cinq cents mètres. Ce point culminant domine un territoire en pente douce vers l’ouest à soixante-dix-huit mètres, le sud et l’est avec une altitude de quatre-vingt-un mètres,.
Le sous-sol est composé de successions de couches de sable et de meulière, de marne et de gypse sur une couche profonde de calcaire, typique du Bassin parisien.

### Communes limitrophes
Le territoire municipal est limitrophe de plusieurs autres communes constituantes de la ville nouvelle d’Évry dont au nord-est et à l’est la ville centre Évry, séparée par la ligne de Grigny à Corbeil-Essonnes, le boulevard de l’Europe, le boulevard des Champs-Élysées, le boulevard de l’Yerres et l’autoroute A6, au sud se trouve Lisses, frontière en partie marquée par l’avenue du 8 mai 1945 et le chemin de Châtre, au sud-ouest et à l’ouest est implantée Bondoufle, au nord-ouest et au nord se trouve la seule commune hors périmètre de la ville nouvelle, Ris-Orangis, pour partie séparée par la route de Mennecy.

### Climat
Courcouronnes, située en Île-de-France bénéficie d’un climat océanique dégradé aux hivers frais et aux étés doux, en étant régulièrement arrosée sur l’ensemble de l’année. En moyenne brute annuelle, la température s’établit à 10,8 °C, avec une moyenne maximale de 15,2 °C et une moyenne minimale à 6,4 °C. Les températures moyennes mensuelles extrêmes relevées sont de 24,5 °C en juillet au maximum et 0,7 °C en janvier au minimum, mais les records enregistrés s’établissent à 38,2 °C le 1er juillet 1952 et −19,6 °C le 17 janvier 1985. Du fait de la moindre densité urbaine entre Paris et sa banlieue, une différence négative de un à deux degrés Celsius se fait sentir, surtout en début de journée. L’ensoleillement est comparable à la moyenne des régions du nord de la Loire avec un total de 1 798 heures par an, une moyenne haute à deux cent quarante heures en juillet et basse à cinquante trois heures en décembre. Les précipitations sont également réparties sur l’année, avec un total annuel de 598,3 millimètres de pluie et une moyenne approximative de cinquante millimètres par mois.
| Mois                              | jan. | fév. | mars | avril | mai  | juin | jui. | août | sep. | oct. | nov. | déc. | année |
| --------------------------------- | ---- | ---- | ---- | ----- | ---- | ---- | ---- | ---- | ---- | ---- | ---- | ---- | ----- |
| Température minimale moyenne (°C) | 0,7  | 1    | 2,8  | 4,8   | 8,3  | 11,1 | 13   | 12,8 | 10,4 | 7,2  | 3,5  | 1,7  | 6,4   |
| Température moyenne (°C)          | 3,4  | 4,3  | 7,1  | 9,7   | 13,4 | 16,4 | 18,8 | 18,5 | 15,6 | 11,5 | 6,7  | 4,3  | 10,8  |
| Température maximale moyenne (°C) | 6,1  | 7,6  | 11,4 | 14,6  | 18,6 | 21,8 | 24,5 | 24,2 | 20,8 | 15,8 | 9,9  | 6,8  | 15,2  |
| Ensoleillement (h)                | 59   | 89   | 134  | 176   | 203  | 221  | 240  | 228  | 183  | 133  | 79   | 53   | 1 798 |
| Précipitations (mm)               | 47,6 | 42,5 | 44,4 | 45,6  | 53,7 | 51   | 52,2 | 48,5 | 55,6 | 51,6 | 54,1 | 51,5 | 598,3 |

### Voies de communication et transports

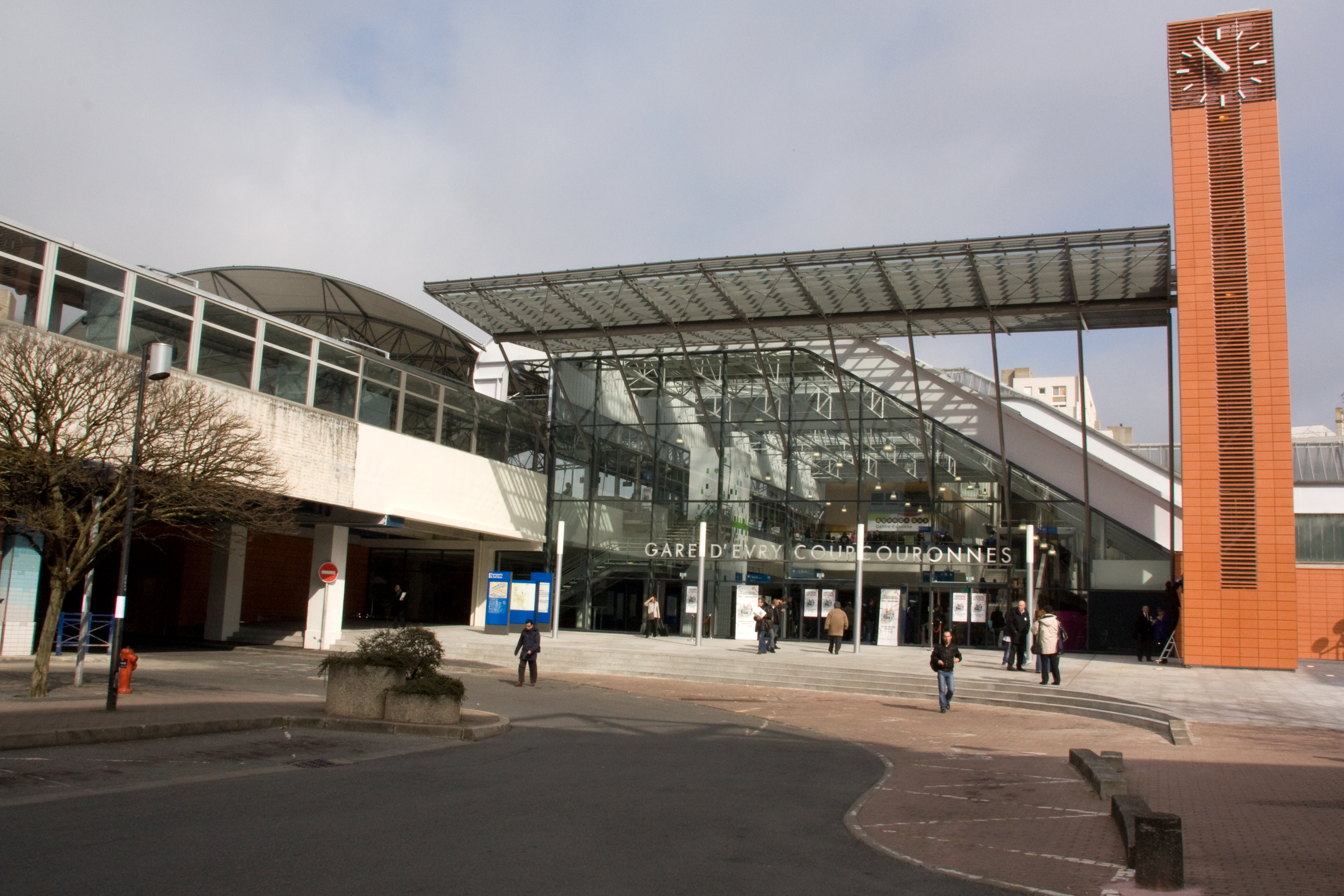
La gare d'Évry-Courcouronnes.

Le territoire communal est traversé par plusieurs axes routiers majeurs dont à l’est l’autoroute A6 avec l’échangeur autoroutier no 34 dans le sens province vers Paris, à laquelle s’ajoute en parallèle sur la portion communale la route nationale 104 (aussi appelée la Francilienne) accessible par l’échangeur no 36.
Un peu plus à l’ouest se trouve la route départementale 446, ancienne route de Versailles à Melun, la RD 153 suivant le même parcours.
En 2012, la ville est desservie par diverses lignes d’autobus dont les lignes du réseau de bus TICE 401, 402, 403, 404, 405, 409, 413, 414, 415 et 453, les lignes du réseau de bus Albatrans 91.04 et 91.05, la ligne 6 du réseau de bus Athis Cars.
La ligne 402 pourrait à horizon 2027 être en partie remplacée par la ligne 4 du T Zen en complément de la ligne 12 du tramway d'Île-de-France.
Bien que le territoire soit traversé au nord-est par la ligne de Grigny à Corbeil-Essonnes, aucune gare n’est implantée dans la commune. Les plus proches sont celles d'Orangis - Bois de l’Épine à Ris-Orangis et d’Évry-Courcouronnes à Évry, toutes deux desservies par la ligne D du RER d'Île-de-France.
Par ailleurs, Courcouronne est située à treize kilomètres au sud-est de l’aéroport Paris-Orly et quarante-cinq kilomètres au sud-ouest de l’aéroport Paris-Charles-de-Gaulle. Jusqu’en 1998, la commune accueillait enfin l’héliport d'Évry.

## Urbanisme

### Structuration urbaine
| Type d’occupation           | Pourcentage | Superficie (en hectares) |
| --------------------------- | ----------- | ------------------------ |
| Espace urbain construit     | 63,6 %      | 288,43                   |
| Espace urbain non construit | 24,3 %      | 110,34                   |
| Espace rural                | 12,1 %      | 54,94                    |
| Source : Iaurif-MOS 2008    |             |                          |

La commune est composée de trois grandes zones : deux zones d’habitation (le Village et le Canal) sont séparées par l’autoroute A6 et une zone d’activités industrielle et commerciale.
Le quartier du Canal, qui a vu le jour dans les années 1970, est situé au nord de la commune, séparé du centre-ville par l’autoroute et est limitrophe d’Évry et de Ris-Orangis. Il est classé quartier prioritaire, avec près de 5 000 habitants en 2018. 
Le Village, zone correspondant au centre historique de la commune, est composé de plusieurs quartiers non officiellement définis : Bel Air, les Bocages, le Bois, le Bon Puits, le Centre, la Châtaigneraie, la Ferme, la Garenne, le Lac.
Les zones d’activités commerciales du Bois de l’Épine (à cheval sur Courcouronnes et Ris-Orangis) et de Saint-Guénault et les zones industrielles du Bois Briard et de la Petite Montagne Nord sont longés par l’autoroute A6.
L’Insee découpe la commune en sept IRIS soit trois pour l’ensemble du Canal, Courcouronnes Centre Nord, Courcouronnes Centre Sud, la zone d’activités Nord-Ouest et la zone d’activités Sud-Est.

### Logement
En 2010, la commune disposait sur son territoire de mille neuf cent deux logements HLM répartis entre douze bailleurs sociaux, soit 37,20 % du parc total de logement, bien au-delà des 20 ou 25 % exigés par la loi relative à la solidarité et au renouvellement urbains.

## Toponymie
Corcorona au XIIIe siècle, Cors Coronae.
Le nom de la commune provient du mot gaulois cour-cou-ronne signifiant « village en couronne sur la hauteur ». La commune fut créée en 1793 sous son nom actuel, une orthographe alternative Courcouronne fut introduite par le Bulletin des lois en 1801.

## Histoire

### Origines

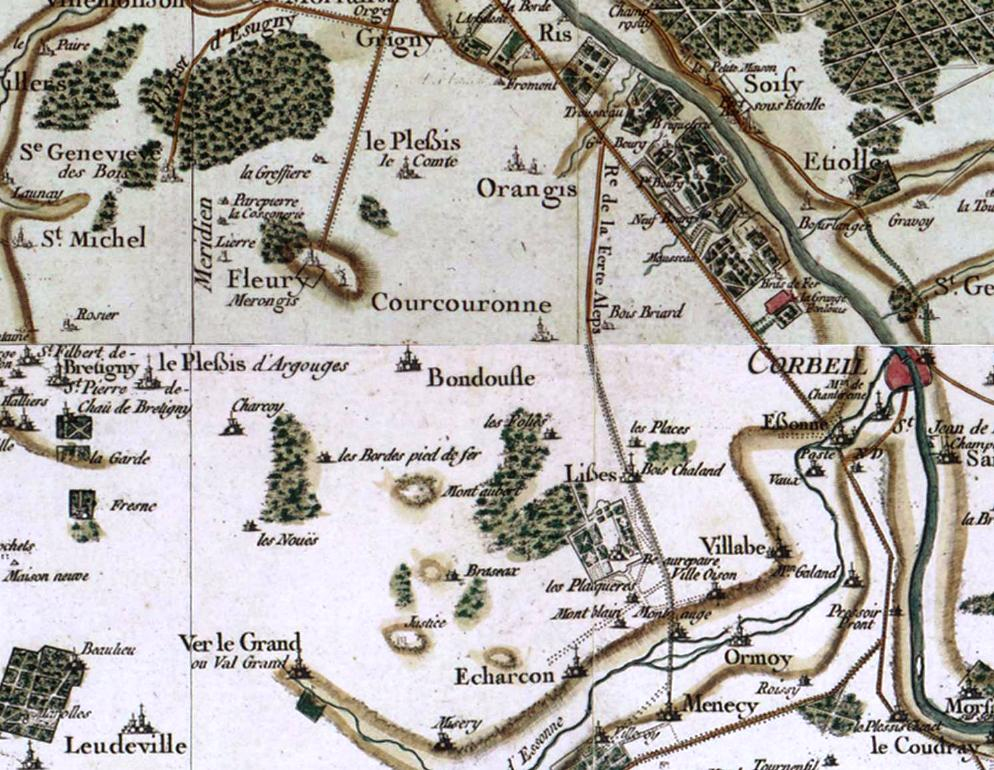
Carte de Cassini représentant la région de Courcouronnes au XVIII.

L’existence du village est attestée depuis le Xe siècle.
Vers 966, le prévôt de Paris Theudon offrit l’asile aux reliques de saint Gwenaël, au lieu-dit aujourd’hui appelé Saint-Guénault et, en 1191 est construite la première église à proximité de l’ancienne route de Versailles.
Au XVIIe siècle le domaine appartenait au ministre Nicolas de Bailleul.
Lors de la Révolution française, en 1793, le domaine de Courcouronnes est vendu comme bien national à la famille Decauville.
En 1855 fut construite la première école du village.

### Construction d’une ville nouvelle

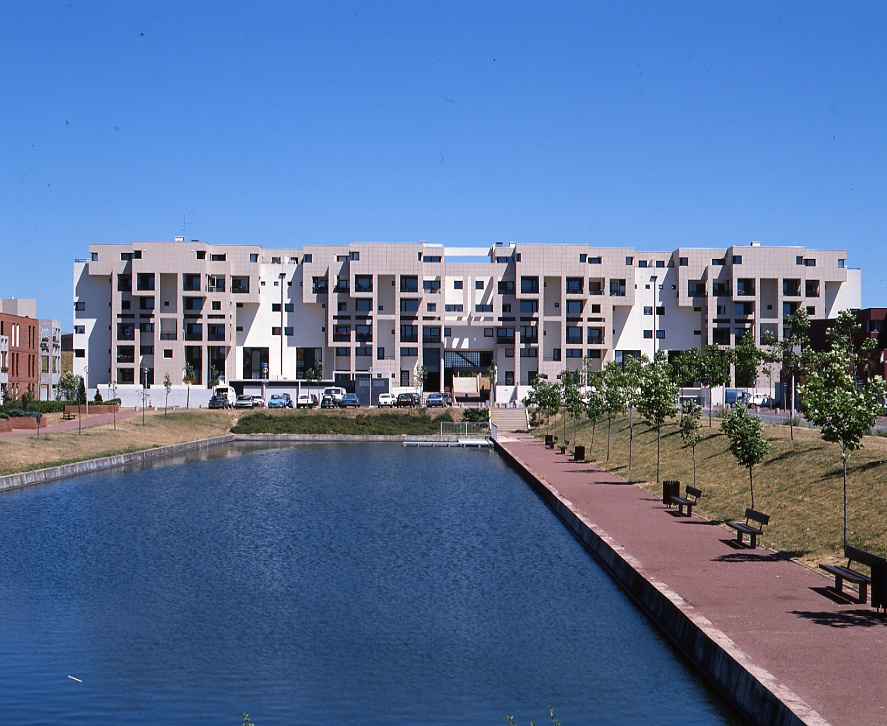
Le quartier du Canal en 1986.

Au début des années 1960, le gouvernement lança le projet des villes nouvelles, avec pour l’une d’elles le choix d’implantation dans la région d’Évry.
En 1966 est créé le syndicat intercommunal d’étude et d’aménagement de la région d’Évry.
Les premiers habitants s'installent en 1971 et, en 1981 ouvre l’hôpital Louise-Michel, alors un des plus grands du secteur. Le quartier du Canal est inauguré  en 1985.
La mosquée d'Évry-Courcouronnes ouvre en 1994 et l’église Notre-Dame-de-la-Nativité est restaurée en 1997.
Le 12 octobre 2018, un arrêté préfectoral entérine la fusion entre Évry et Courcouronnes au sein de la commune nouvelle d'Évry-Courcouronnes qui entre en vigueur le 1er janvier 2019.

## Politique et administration

### Rattachements administratifs et électoraux

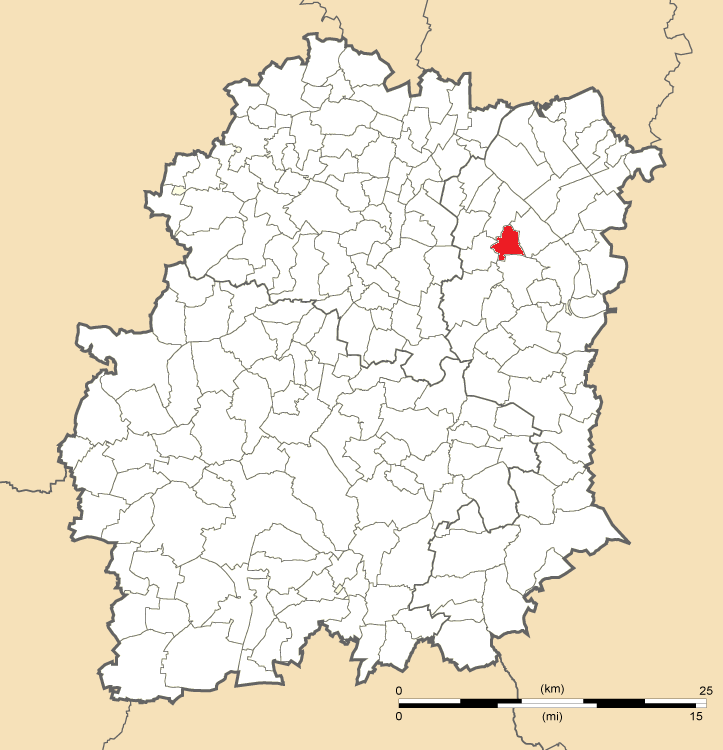
Position de Courcouronnes en Essonne.

Antérieurement à la loi du 10 juillet 1964, la commune faisait partie du département de Seine-et-Oise. La réorganisation de la région parisienne en 1964 fit que la commune appartient désormais au département de l'Essonne et à son arrondissement d'Évry, après un transfert administratif effectif au 1er janvier 1968. Pour l'élection des députés, elle fait partie de la première circonscription de l'Essonne
Elle faisait partie de 1806 à 1964 du canton de Corbeil-Essonnes, année où ce canton est scindé et la commune intègre le canton de Corbeil-Essonnes-Nord du département de Seine-et-Oise. Lors de la mise en place de l'Essonne, elle est rattachée en 1967 au canton d'Évry puis, en 1985, au canton d'Évry-Nord. Dans le cadre du redécoupage cantonal de 2014 en France, le canton d'Évry est recréé, comprenant notamment Courcouronnes.
L’organisation juridictionnelle rattache les justiciables courcouronnais au tribunaux d’instance, de grande instance, de commerce et conseil de prud’hommes d’Évry.

### Intercommunalité

Localisation de Courcouronnes dans la communauté d'agglomération Grand Paris Sud Seine-Essonne-Sénart.

La commune était membre de la communauté d'agglomération Évry Centre Essonne, héritière directe du projet de ville nouvelle d’Évry, mis en œuvre par le syndicat communautaire d’aménagement créé en 1973, puis du syndicat d'agglomération nouvelle d’Évry de 1984.
Dans le cadre de la mise en œuvre de la loi MAPAM du 27 janvier 2014, qui prévoit la généralisation de l'intercommunalité à l'ensemble des communes et la création d'intercommunalités de taille importante en île-de-France afin de pouvoir dialoguer avec la métropole du Grand Paris, le préfet de la région d'Île-de-France approuve le 4 mars 2015 un schéma régional de coopération intercommunale qui prévoit notamment la « fusion de la communauté d'agglomération Évry Centre Essonne (91), de la communauté d'agglomération Seine-Essonne (91), de la communauté d’agglomération de Sénart en Essonne (91), et de la communauté d'agglomération de Sénart (77) et (l')extension du nouveau groupement à la commune de Grigny (91) », antérieurement membre de la communauté d'agglomération Les Lacs de l'Essonne.
C'est ainsi qu'a été créé le  1er janvier 2016 la communauté d'agglomération Grand Paris Sud Seine-Essonne-Sénart, dont est désormais membre la commune.
En 2010 la commune adhère au syndicat mixte Paris Métropole, devenu Forum métropolitain du Grand Paris, dont elle est toujours membre en 2017.

### Tendances et résultats politiques
Dirigée depuis 2001 par un maire Les Républicains puis divers droite, réélu avec plus de 70 % dès le premier tour lors des municipales de 2008, les électeurs courcouronnais lui ayant accordé leur confiance pour le siège de conseiller général du canton d’Évry-Nord à plus de 56 % (à l’inverse du reste du canton, qui a voté lors des élections cantonales françaises de 2008 à plus de 58 % pour le socialiste Michel Berson), la commune apparaît pourtant, au regard des résultats électoraux depuis le début des années 2000, ancrée à gauche, poussant ponctuellement la droite locale à s’allier au Front national pour emporter la mairie lors des élections municipales de 1995.
Ainsi, si le candidat UMP Serge Dassault arriva légèrement en tête lors des élections législatives de 2002, le député Manuel Valls remporta systématiquement le siège avec des scores importants. De même, lors des élections présidentielles, les candidats Ségolène Royal et encore plus, François Hollande enregistraient dans la commune de nettes majorités. De même, lors des élections régionales, le candidat socialiste Jean-Paul Huchon l’emportait à Courcouronnes avec près de 60 % des suffrages. En 2005, à l’encontre des résultats nationaux, les électeurs courcouronnais approuvèrent d’une courte majorité le traité de Rome, comme ils avaient accepté à plus de 60 % le traité de Maastricht.
Élections présidentielles
Résultats des deuxièmes tours :
- Élection présidentielle de 2002 : 88,20 % pour Jacques Chirac (RPR), 11,80 % pour Jean-Marie Le Pen (FN), 81,04 % de participation[54].
- Élection présidentielle de 2007 : 57,45 % pour Ségolène Royal (PS), 42,55 % pour Nicolas Sarkozy (UMP), 86,61 % de participation[55].
- Élection présidentielle de 2012 : 64,99 % pour François Hollande (PS), 35,01 % pour Nicolas Sarkozy (UMP), 79,19 % de participation[56].
- Élection présidentielle de 2017 : 80,61 % pour Emmanuel Macron (EM), 19,39 % pour Marine Le Pen (FN), 68,62 % de participation[57].

Élections législatives
Résultats des deuxièmes tours :
- Élections législatives de 2002 : 52,97 % pour Manuel Valls (PS), 47,03 % pour Serge Dassault (UMP), 58,63 % de participation[58].
- Élections législatives de 2007 : 60,12 % pour Manuel Valls (PS), 39,88 % pour Cristela de Oliveira (UMP), 54,44 % de participation[59].
- Élections législatives de 2012 : 64,71 % pour Manuel Valls (PS), 35,29 % pour Cristela de Oliveira (UMP), 48,62 % de participation[60].
- Élections législatives de 2017 : 54,09 % pour Manuel Valls (PS), 45,91 % pour Farida Amrani (FI), 36,43 % de participation[61].

Élections européennes
Résultats des deux meilleurs scores :
- Élections européennes de 2004 : 34,79 % pour Harlem Désir (PS), 14,66 % pour Patrick Gaubert (UMP), 43,28 % de participation[62].
- Élections européennes de 2009 : 25,48 % pour Michel Barnier (UMP), 19,37 % pour Daniel Cohn-Bendit (Les Verts), 37,60 % de participation[63].
- Élections européennes de 2014 : 20,31 % pour Alain Lamassoure (UMP), 18,38 % pour Pervenche Berès (PS), 36,51 % de participation[64].

Élections régionales
Résultats des deux meilleurs scores :
- Élections régionales de 2004 : 57,21 % pour Jean-Paul Huchon (PS), 35,38 % pour Jean-François Copé (UMP), 64,00 % de participation[65].
- Élections régionales de 2010 : 59,85 % pour Jean-Paul Huchon (PS), 40,15 % pour Valérie Pécresse (UMP), 45,60 % de participation[66].
- Élections régionales de 2015 : 44,76 % pour Valérie Pécresse (LR), 43,92 % pour Claude Bartolone (PS), 49,02 % de participation[67].

Élections cantonales et départementales
Résultats des deuxièmes tours :
- Élections cantonales de 2001 : données manquantes.
- Élections cantonales de 2008 : 56,80 % pour Stéphane Beaudet (UMP), 43,20 % pour Michel Berson (PS), 50,64 % de participation[68].
- Élections départementales de 2015 : 72,19 % pour Ronan Fleury et Fatoumata Koïta (PS), 27,81 % pour Danielle Oger et Jean Perry (FN), 41,44 % de participation[69].

Élections municipales
Résultats des deuxièmes tours :
- Élections municipales de 2001 : 56,04 % pour Stéphane Beaudet (RPR) élu au premier tour, 43,96 % pour Bernard Bragard (PS), 58,43 % de participation[70].
- Élections municipales de 2008 : 70,01 % pour Stéphane Beaudet (UMP) élu au premier tour, 29,99 % pour Abdélaziz Ammari (DVG), 60,71 % de participation[71].
- Élections municipales de 2014 : 80,84 % pour Stéphane Beaudet (UMP) élu au premier tour, 19,15 % pour Marie-Christine Perrignon (PS), 52,22 % de participation[72].

Référendums
- Référendum de 2000 relatif au quinquennat présidentiel : 80,78 % pour le Oui, 19,22 % pour le Non, 31,49 % de participation[73].
- Référendum de 2005 relatif au traité établissant une Constitution pour l’Europe : 50,82 % pour le Oui, 49,18 % pour le Non, 70,78 % de participation[74].

### Création d'une commune nouvelle
Début 2018, les maires d'Évry et de Courcouronnes annoncent leur volonté de fusionner leurs villes au sein d'une commune nouvelle qui serait créée le 1er janvier 2019, afin de mieux peser face à la Métropole du Grand Paris et bénéficier d'une dotation globale de fonctionnement (DGF) augmentée de 5 %  pendant trois ans,,.
La commune nouvelle d'Évry-Courcouronnes est ainsi créée au 1er janvier 2019 par un arrêté préfectoral du 12 octobre 2018.

### Liste des maires
| Période                                  | Période       | Identité         | Étiquette                  | Qualité |
| ---------------------------------------- | ------------- | ---------------- | -------------------------- | --- |
| Les données manquantes sont à compléter. |               |                  |                            | |
| mars 1965                                | mars 1977     | Claude Métivet   |                            | |
| mars 1977                                | décembre 1997 | Guy Briantais,   | PS                         | Fonctionnaire des PTT Démissionnaire |
| décembre 1997                            | mars 2001     | Bernard Bragard  | PS                         | Ancien conseiller du ministre Max Gallo |
| mars 2001,                               | décembre 2018 | Stéphane Beaudet | RPR puis UMP → LR puis DVD | Directeur de relations publiques Conseiller régional d'Île-de-France (2010 → ) Vice-président du conseil régional (2015 → ) Vice-président de la CA Grand Paris Sud Seine-Essonne-Sénart (2016 → ) Maire d'Évry-Courcouronnes (2019 → ) |

### Démocratie participative
En 2012, la commune dispose de conseils de quartiers pour les sept ensembles définis et d'un conseil municipal des enfants.

### Finances locales et budget
En 2017, la commune disposait d’un budget de 30 497 760 € dont 23 719 880 € de fonctionnement et 6 777 880 € d’investissement.
En 2010, elle était financée à 45,27 % par les impôts locaux avec des taux d'imposition fixés à 25,36 % pour la taxe d'habitation, 32,10 % et 144,95 % pour la taxe foncière sur le bâti et le non-bâti ; cette même année, l'endettement municipal atteignait 33 337 000 €.

### Labellisations
En 2010, Courcouronnes était récompensée par deux fleurs au concours des villes et villages fleuris.

### Jumelages
| Bikele Courcouronnes |

Courcouronnes a développé des associations de jumelage avec :
- Bikele (Gabon) depuis 2010, située à 5 387 kilomètres[97].

## Population et société

### Démographie
Évolution démographique
L'évolution du nombre d'habitants est connue à travers les recensements de la population effectués dans la commune depuis 1793. Pour les communes de plus de 10 000 habitants les recensements ont lieu chaque année à la suite d'une enquête par sondage auprès d'un échantillon d'adresses représentant 8 % de leurs logements, contrairement aux autres communes qui ont un recensement réel tous les cinq ans,.

En 2016, la commune comptait 13 427 habitants, en évolution de −2,79 % par rapport à 2010 (Essonne : +2,89 %, France hors Mayotte : +2,11 %).
| 1793 | 1800 | 1806 | 1821 | 1831 | 1836 | 1841 | 1846 | 1851 |
| ---- | ---- | ---- | ---- | ---- | ---- | ---- | ---- | ---- |
| 154  | 182  | 142  | 148  | 171  | 181  | 163  | 168  | 170  |

| 1856 | 1861 | 1866 | 1872 | 1876 | 1881 | 1886 | 1891 | 1896 |
| ---- | ---- | ---- | ---- | ---- | ---- | ---- | ---- | ---- |
| 175  | 199  | 200  | 198  | 205  | 201  | 202  | 192  | 191  |

| 1901 | 1906 | 1911 | 1921 | 1926 | 1931 | 1936 | 1946 | 1954 |
| ---- | ---- | ---- | ---- | ---- | ---- | ---- | ---- | ---- |
| 180  | 178  | 174  | 195  | 158  | 178  | 185  | 183  | 185  |

| 1962 | 1968 | 1975  | 1982  | 1990   | 1999   | 2006   | 2011   | 2016   |
| ---- | ---- | ----- | ----- | ------ | ------ | ------ | ------ | ------ |
| 164  | 179  | 4 309 | 5 071 | 13 262 | 13 954 | 14 409 | 13 696 | 13 427 |

Lors du premier recensement des personnes établi en 1793, le village de Courcouronnes comptait cent cinquante-quatre habitants, il connut une forte croissance jusqu’en 1800 pour atteindre plus de cent quatre-vingts résidents avant de perdre plus de quarante habitants en six ans. Une lente période de croissance fut entamée pour atteindre le cap des deux cents habitants en 1866, la commune ne comptant au début du XXe siècle que cent quatre-vingt habitants et ce jusqu’au sortir de la Seconde Guerre mondiale.
Une chute intervint en 1962, avant que la commune ne soit intégrée au projet de la ville nouvelle d’Évry qui déclencha une urbanisation extrêmement rapide, Courcouronnes passant de cent soixante-dix neuf habitants en 1968 à plus de quatre mille trois cents en 1975 et plus de treize mille en 1990, pour atteindre un pic démographique fixé à quatorze mille quatre cent neuf habitants en 2006.
L’immigration compte pour une part relativement faible dans cette croissance puisqu’en 1999 seulement 10,3 % de la population était de nationalité étrangère, dont 1,61 % de Marocains, 1,04 % d’Algériens, 0,81 % de Portugais, 0,69 % de Tunisiens, 0,68 % de Turcs, 0,13 % d’Italiens et 0,12 % d’Espagnols et 10,4 % des habitants avaient acquis la nationalité française.
Pyramide des âges en 2009
L’analyse de la pyramide des âges de Courcouronnes comparée à celle du département de l’Essonne montre la jeunesse de la commune et de son peuplement, avec une présence supérieure des habitants âgés de moins de quarante-cinq ans et plus encore des habitants de moins de quatorze ans et à l’inverse une présence moindre de résidents de plus de soixante ans et une quasi absence de Courcouronnais de plus de quatre-vingt-dix ans. Ainsi en 1999, 40,6 % de la population avait moins de vingt-cinq ans.
| Hommes | Classe d’âge | Femmes |
| ------ | ------------ | ------ |
| 0,0    | 90 ans ou +  | 0,2    |
| 2,1    | 75 à 89 ans  | 2,1    |
| 8,7    | 60 à 74 ans  | 8,6    |
| 19,7   | 45 à 59 ans  | 19,3   |
| 22,3   | 30 à 44 ans  | 21,9   |
| 22,4   | 15 à 29 ans  | 24,4   |
| 24,8   | 0 à 14 ans   | 23,6   |

| Hommes | Classe d’âge | Femmes |
| ------ | ------------ | ------ |
| 0,3    | 90 ans ou +  | 0,8    |
| 4,4    | 75 à 89 ans  | 6,7    |
| 11,3   | 60 à 74 ans  | 11,9   |
| 19,9   | 45 à 59 ans  | 20,0   |
| 21,9   | 30 à 44 ans  | 21,4   |
| 20,6   | 15 à 29 ans  | 19,2   |
| 21,7   | 0 à 14 ans   | 20,0   |

### Enseignement

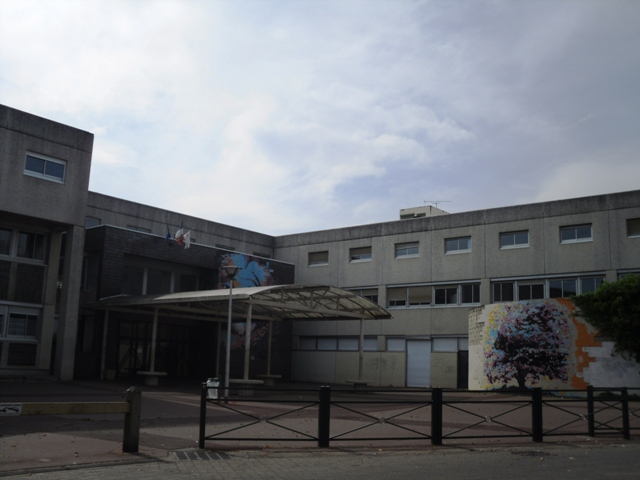
Le lycée Georges-Brassens de Courcouronnes.

Les élèves de Courcouronnes sont rattachés à l’académie de Versailles.
En 2010, la commune dispose sur son territoire des écoles primaires Paul-Gauguin, Vincent-van-Gogh, Jacques-Brel, Jules-Ferry, Paul-Bert et Jacques-Tati, du collège Paul-Fort et du lycée polyvalent Georges-Brassens.
En 2012, hors périodes scolaires, les enfants sont accueillis dans les centres de loisirs Charles-Perrault et du Bois de mon cœur, dans les ludothèques Abracadajeux et Andersen, dans les espaces Michel-Colucci et Pierre-Nicolas. Les jeunes enfants sont accueillis aux relais d'assistantes maternelles du Bois de mon cœur, à la crèche collective Françoise-Dolto, à la crèche familiale Colin-maillard.
La Croix-Rouge française dispose en 2012 d'un institut de formation des ambulanciers. L’académie Accor dispose également d'un site de formation dans la commune.
Courcouronnes accueille également sur son territoire l'IUP (institut universitaire professionnel) de l'université d'Évry-Val d'Essonne dans le bâtiment Pelvoux[Quoi ?].

### Culture
La salle polyvalente Claude-Nougaro est la principale salle de spectacle et de conférences de Courcouronnes. La ferme des Mathurines accueille de nombreuses expositions et une salle de danse. Les espaces Brel-Brassens (centre social) et Simone-Signoret (MJC) accueillent de nombreuses manifestations culturelles en plus de leurs activités respectives. Enfin, la commune dispose de la médiathèque Georges-Perec et d’une maison des associations. Plusieurs associations animent la vie culturelle de la commune.

### Sports
La commune dispose en 2012 du complexe sportif Joséane-Adélaïde, complété d’un terrain de basket-ball, du gymnase Colette-Besson, du complexe sportif du Lac, complété d’un boulodrome, des courts de tennis de l’Aqueduc et d’un espace municipal de musculation.
Le club omnisports de Courcouronnes (COC), doté de seize sections encadre en 2012 la plupart des activités sportives dans la commune, complété par diverses associations.

### Santé
Depuis la fermeture[Quand ?] du centre hospitalier Louise-Michel, dont les activités sont transférées dans le nouveau complexe du centre hospitalier sud francilien à Corbeil-Essonnes, plus aucun établissement de santé n’est présent sur le territoire communal.
En 2012, un centre de protection maternelle et infantile est installé en centre-ville, et dix-sept médecins, seize chirurgiens-dentistes et onze pharmaciens sont alors implantés dans la commune.

### Autres services publics
En 2011, les habitants disposent d’une agence postale en centre-ville et dans le quartier du Canal.

### Lieux de culte
La paroisse catholique de Courcouronnes est rattachée au secteur pastoral d’Évry et au diocèse d'Évry-Corbeil-Essonnes. Elle dispose de l’église Notre-Dame-de-la-Nativité-de-la-Très-Sainte-Vierge et de l’église Saint-Guénault.
La ville accueille aussi la mosquée de Courcouronnes, la plus grande mosquée de France.
La communauté protestante évangélique dispose dans la commune du temple Martin-Luther-King affilié à l’Union d'assemblées protestantes en mission.

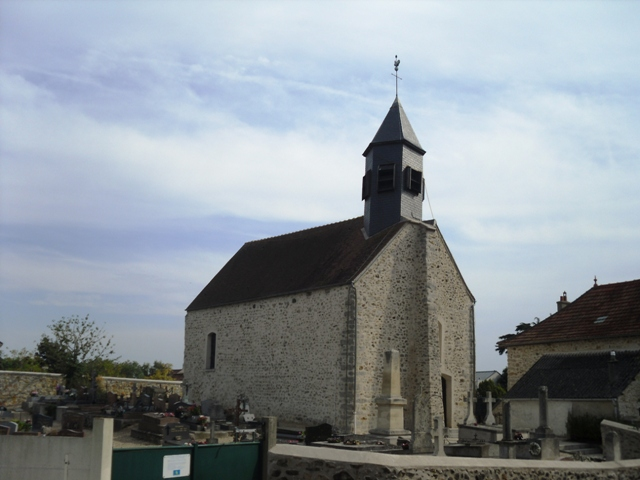
L’église Notre-Dame-de-la-Nativité-de-la-Très-Sainte-Vierge.
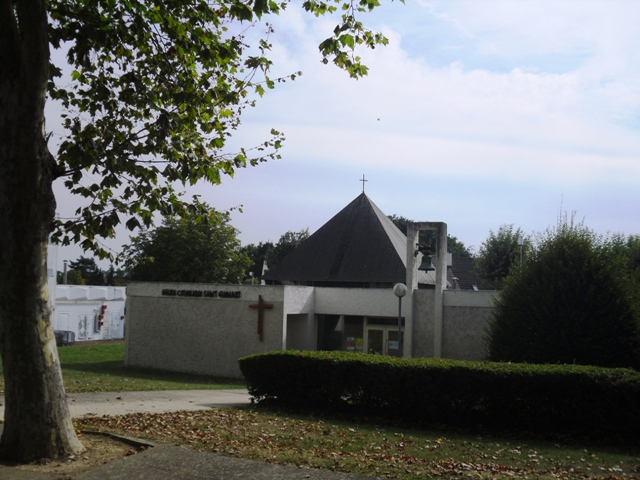
L’église Saint-Guénault.
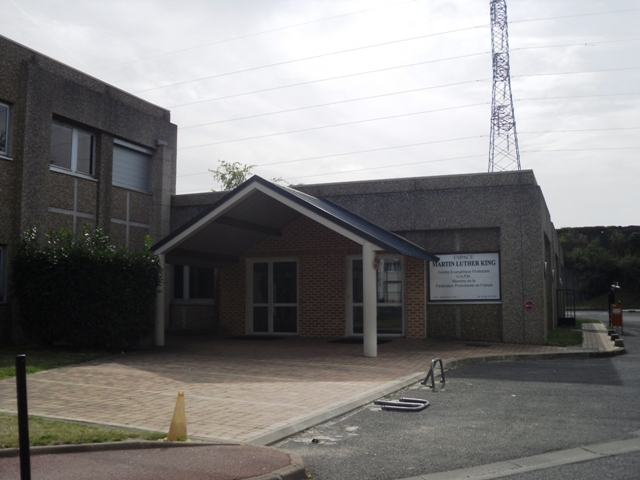
L’église évangélique Martin-Luther-King.

### Médias
L’hebdomadaire Le Républicain relate les informations locales. La commune est en outre dans le bassin d’émission des chaînes de télévision France 3 Paris Île-de-France Centre, IDF1 et Téléssonne intégré à Télif. Le service communication de la municipalité publie de nombreux guides pratiques sur la commune et diffuse chaque semaine, à domicile, L’hebdo, quatre pages d’informations sur la vie pratique et les manifestations culturelles et sportives à Courcouronnes.

## Économie

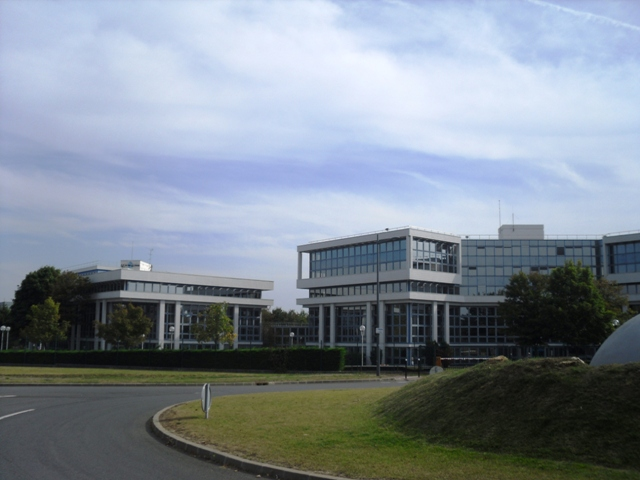
Le siège social d’Arianespace.

Courcouronnes est intégrée par l’Insee au bassin d'emploi d’Évry qui regroupait en 1999 soixante-six communes et 271 329 habitants, les courcouronnais représentant 5,14 % de la population totale de la zone.
En 2012, la commune est partagée entre quartiers résidentiels et zones d’activités, dont le Bois Briard et Saint-Guénault. La commune accueille notamment le siège de la société Arianespace et à ce titre est membre de la communauté des Villes Ariane, le siège de Carrefour Entreprises et Collectivités, Carrefour Banque et Carrefour Voyages, le siège français du constructeur d’engins MAN, le siège opérationnel d’Accor et de sa filiale Académie Accor, le siège opérationnel de JCDecaux, le siège de la Snecma.
En 2011, la commune accueillait sur son territoire 907 entreprises dont 75 % exerçaient dans le secteur tertiaire, aucune exploitation agricole ne subsistant sur le territoire et seulement trois hôtels étaient en activité.
Deux marchés sont organisés dans la commune, le jeudi après-midi dans le quartier du Canal et le samedi matin dans le centre-ville.

### Emplois, revenus et niveau de vie
En 2011, la commune comptait une population active de 7 124 personnes mais ne disposait sur son territoire que de 5 265 emplois, obligeant près de 85 % des travailleurs à quitter la commune pour exercer leur ma activité.
En 2009, le taux de chômage s’élevait à 14,6 %, dans la même période, 83 % des actifs ayant un emploi était titulaires de la fonction publique ou employés en contrat à durée indéterminée. Cette situation créée une certaine disparité de revenus et de niveau de vie entre les habitants, 43 % des foyers fiscaux n’étant pas imposables et le revenu net moyen déclaré s’établissant à 22 556 €. Les parts de propriétaires et de locataires étaient égales à 49 %, plus de 38 % des habitants bénéficiant d’une habitation à loyer modéré.
En 2010, le revenu fiscal médian par ménage était de 31 681 €, ce qui plaçait Courcouronnes au 11 232e rang parmi les 31 525 communes de plus de 39 ménages en métropole.
| Répartition des emplois par catégories socioprofessionnelles en 2006. |              |                                           |                                                   |                            |                          |                           |
|                                                                       | Agriculteurs | Artisans, commerçants, chefs d’entreprise | Cadres et professions intellectuelles supérieures | Professions intermédiaires | Employés                 | Ouvriers                  |
| Courcouronnes                                                         | 0,0 %        | 2,2 %                                     | 23,7 %                                            | 29,9 %                     | 32,2 %                   | 12,1 %                    |
| Zone d’emploi d’Évry                                                  | 0,3 %        | 4,0 %                                     | 20,2 %                                            | 29,6 %                     | 28,2 %                   | 17,7 %                    |
| Moyenne nationale                                                     | 2,2 %        | 6,0 %                                     | 15,4 %                                            | 24,6 %                     | 28,7 %                   | 23,2 %                    |
| Répartition des emplois par secteurs d’activités en 2006.             |              |                                           |                                                   |                            |                          |                           |
|                                                                       | Agriculture  | Industrie                                 | Construction                                      | Commerce                   | Services aux entreprises | Services aux particuliers |
| Courcouronnes                                                         | 0,4 %        | 9,3 %                                     | 1,6 %                                             | 10,6 %                     | 24,5 %                   | 5,1 %                     |
| Zone d’emploi d’Évry                                                  | 0,9 %        | 13,5 %                                    | 5,4 %                                             | 14,6 %                     | 16,2 %                   | 6,9 %                     |
| Moyenne nationale                                                     | 3,5 %        | 15,2 %                                    | 6,4 %                                             | 13,3 %                     | 13,3 %                   | 7,6 %                     |
| Sources : Insee,                                                      |              |                                           |                                                   |                            |                          |                           |

## Culture locale et patrimoine

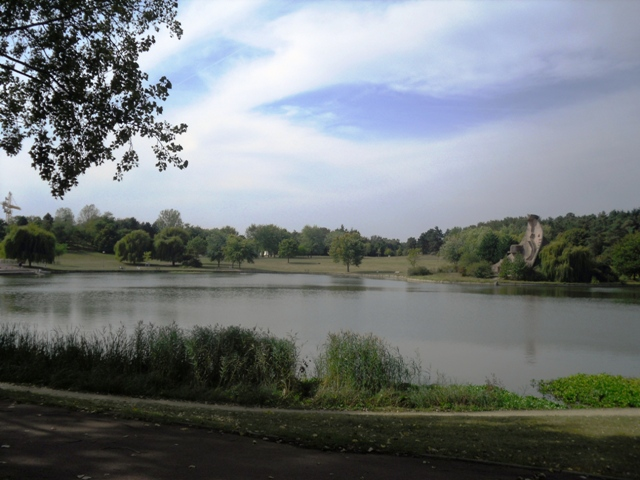
Le parc du Lac.

### Patrimoine environnemental
Le bois de la Garenne au nord-ouest de la commune, d’une superficie de quinze hectares, a été intégré aux zones de préemption du conseil général de l’Essonne dans un but de préservation des espaces naturels.
Il est complété par le bois des Folies et le bois de Mon Cœur, par le parc du Lac et le parc Rondeau.
La commune dispose également de jardins familiaux.

### Lieux et monuments
- Deux bornes routières à fleur de lys, route de Versailles, inscrites aux monuments historiques le 22 mars 1934[143],[144].
- Église Notre-Dame-de-la-Nativité-de-la-Très-Sainte-Vierge date du XIIe siècle.

Il n’en subsiste aujourd’hui que le chœur et la pointe du clocher.
- La ferme du Bois Briard du XVIIIe siècle[146].
- La sculpture d'escalade intitulée La Dame du Lac, construite en 1975 par l’artiste d'origine hongroise Pierre Szekely[147].

### Personnalités liées à la commune
Différents personnages publics sont nés, décédés ou ont vécu à Courcouronnes :
- Maxime Brunerie (1977- ), auteur d’une tentative manquée d’assassinat sur le président de la République française Jacques Chirac, y est né ;
- Freddy Kpadé dit Ol Kainry (1980- ), rappeur, y vécut ;
- Fatimatou Sacko (1985- ), basketteuse, y fut licenciée ;
- Mehdi Benatia (1987- ), footballeur, y est né;
- Yohann Thuram (1988- ), footballeur, y est né ;
- Sarah Michel (1989- ), basketteuse, y fut licenciée ;
- Alioune Ba (1989- ), footballeur, y est né ;
- Caroline Espiau (1992- ), sauteuse à ski, y est née ;
- Jeck (1992- ), chanteur, y est né ;
- Grâce Zaadi (1993- ), handballeuse, y est née ;
- Aurélien Azar (1994- ), rugbyman, y est né ;
- Houboulang Mendes (1998-), footballeur, y est né.